# Diocesi di Carpi (Proconsolare)
La diocesi di Carpi (in latino Dioecesis Carpitana) è una sede soppressa e sede titolare della Chiesa cattolica.

## Storia
Carpi, identificata con Henchir-Mraïssa, sul litorale est del golfo di Cartagine in Tunisia, è un'antica sede episcopale della provincia romana dell'Africa Proconsolare, il cui primate era il vescovo di Cartagine.
Sono diversi i vescovi documentati di Carpi. Secondino prese parte al concilio di Cartagine convocato il 1º settembre 256 da san Cipriano per discutere della questione relativa alla validità del battesimo amministrato dagli eretici, e figura al 24º posto nelle Sententiae episcoporum. Alla conferenza di Cartagine del 411, che vide riuniti assieme i vescovi cattolici e donatisti dell'Africa romana, presero parte il cattolico Antonio e il donatista Veraziano. Pentadio fu tra i padri del concilio indetto a Cartagine da sant'Aurelio nel 419. Felice intervenne al sinodo riunito a Cartagine dal re vandalo Unerico nel 484, in seguito al quale venne esiliato in Corsica. Venerio e Basso infine intervennero rispettivamente al concilio cartaginese del 525 e a quello antimonotelita del 646.
Dal 1933 Carpi è annoverata tra le sedi vescovili titolari della Chiesa cattolica; dal 27 febbraio 2020 il vescovo titolare è Ramon Bejarano, vescovo ausiliare di San Diego.

## Cronotassi

### Vescovi
- Secondino † (menzionato nel 256)
- Antonio † (menzionato nel 411)
  - Veraziano † (menzionato nel 411) (vescovo donatista)
- Pentadio † (menzionato nel 419)
- Felice † (menzionato nel 484)
- Venerio † (menzionato nel 525)
- Basso † (menzionato nel 646)

### Vescovi titolari
- Ernesto Segura † (7 aprile 1962 - 13 marzo 1972 deceduto)
- Luigi Dossena † (26 febbraio 1973 - 9 settembre 2007 deceduto)
  - Tarcisio Pusma Ibáñez (25 gennaio 2008 - agosto 2008 dimesso) (vescovo eletto)
- Luis Alberto Fernández Alara (24 gennaio 2009 - 10 settembre 2013 nominato vescovo di Rafaela)
- Bertram Víctor Wick Enzler (26 ottobre 2013 - 24 marzo 2015 nominato vescovo di Santo Domingo in Ecuador)
- Jorge Enrique Concha Cayuqueo, O.F.M. (14 luglio 2015 - 5 febbraio 2020 nominato vescovo di Osorno)
- Ramon Bejarano, dal 27 febbraio 2020